# Prisma di Nicol

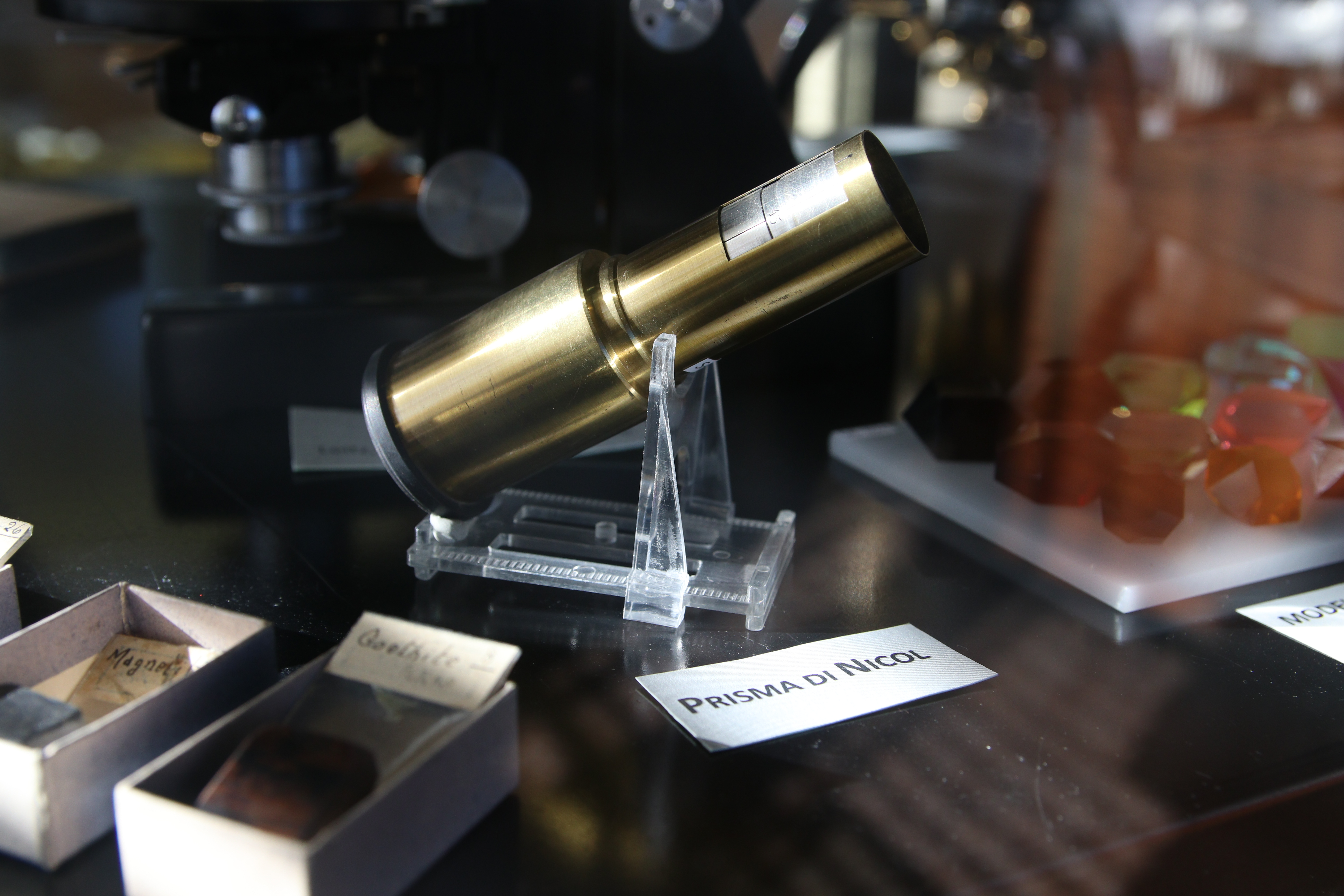
Prisma di Nicol al Museo di mineralogia Luigi Bombicci di Bologna

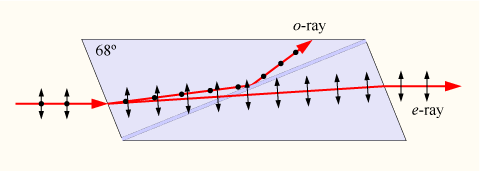
Funzionamento del prisma di Nicol

Un prisma di Nicol è un tipo di polarizzatore, un dispositivo ottico usato per produrre un fascio di luce polarizzata. È stato il primo tipo di prisma ottico polarizzatore, inventato nel 1828 da William Nicol, inventore di Edimburgo. Consiste di un cristallo romboedrico di calcite (spato d'Islanda) tagliato con un angolo di 68°, diviso diagonalmente in due metà simmetriche reincollate con del balsamo del Canada, liquido e trasparente.
La luce non polarizzata che incide su un'estremità del cristallo viene divisa in due raggi polarizzati per birifrangenza. Uno di questi (il raggio "ordinario") sperimenta un indice di rifrazione no = 1,658 che viene riflesso completamente dallo strato di balsamo (il cui indice di rifrazione è 1,55) e deviato lateralmente fuori dal cristallo. Il secondo raggio (il raggio "straordinario") sperimenta invece un indice di rifrazione inferiore (ne = 1,486), non viene riflesso dallo strato di balsamo ed emerge dalla seconda metà del prisma con una polarizzazione planare.
I prismi di Nicol sono stati ampiamente usati in microscopia e polarimetria. Sono stati tuttavia nel tempo sostituiti da altri tipi di polarizzatori, quali i filtri Polaroid e i prismi di Glan-Thompson.